# Serra de Costafreda
La Serra de Costafreda és una serra situada al municipi de Súria, a la comarca catalana del Bages, amb una elevació màxima de 603 metres.